# Kit und Co
Pour plus de détails, voir Fiche technique et Distribution.
Kit und Co est un western est-allemand sorti en 1974 et réalisé par Konrad Petzold.
Il s'agit d'une adaptation du recueil de nouvelles de Jack London, Belliou la Fumée. Le film a été tourné avec les acteurs les plus connus et les plus populaires de l'époque (Armin Mueller-Stahl à lui seul a été élu cinq fois acteur le plus populaire du pays) de la RDA et a par conséquent connu un grand succès,.

## Synopsis
Fin du XIXe siècle : Christopher Bellew, dit Kit, travaille comme journaliste pour le magazine « Billow » à San Francisco. Lorsqu'il entend parler de la découverte d'or en Alaska, il tente de convaincre son patron O'Hara de le laisser partir dans le Nord en tant que reporter. Lorsque ce dernier décline l'offre, Kit démissionne le jour même et part pour le « pays de l'or ». A peine arrivé, il fait la connaissance de la séduisante Joy, fille du chercheur d'or Louis Gastell. Peu de temps après, Kit se trouve à l'intérieur des terres et il est confronté aux rigueurs du climat de l'Alaska. Alors qu'il s'effondre sous une pluie battante, il est aidé par Shorty, un chercheur d'or, qui poursuit sa route avec lui. Dans la cité de Dawson, Kit entame une bagarre par jalousie avec Wild Water Bill, un chercheur d'or expérimenté. Il habite une petite cabane avec Shorty et ne peut se permettre que des repas très modestes. Mais cela change rapidement lorsque Kit devise un stratagème à la roulette qui lui permet de gagner des milliers de dollars. Il peut alors s'offrir une nouvelle cabane, de bons repas ainsi qu'un excellent équipement. Alors qu'ils ont déjà gagné une énorme somme d'argent, Kit vend son prétendu stratagème (le cylindre de la roulette s'est tordue parce que la table de jeu est trop proche du four) au propriétaire Slavovitz. Ils se mettent ensuite en route vers une rivière où des pépites d'or ont été signalées, mais ils sont tenus à l'écart par une ruse de Joy et de son père et repartent bredouilles. Après avoir failli être pendus en toute innocence, ils partent à la recherche d'un « lac surprise » et le découvrent effectivement, ce qui leur permet de devenir célèbres en tant que chercheurs d'or. Entre-temps, Shorty et Kit se sont réconciliés avec les Gastell et ces derniers leur signalent qu'une course de chiens a lieu avec un prix d'un million de dollars pour le vainqueur. Ils achètent les meilleurs chiens de traîneaux ; Kit et Wild Water Bill franchissent la ligne d'arrivée à la même hauteur. L'argent est partagé ; Joy obtient Kit toute seule.

## Fiche technique
- Titre original : Kit und Co ou Kit & Co – Lockruf des Goldes (litt. « Kit et Cie : L'appel de l'or »)
- Réalisateur : Konrad Petzold
- Scénario : Konrad Petzold, Günter Karl, Thea Richter (de)
- Photographie : Hans Heinrich (de)
- Montage : Barbara Leuschner (de)
- Musique : Karl-Ernst Sasse
- Société de production : Deutsche Film AG
- Pays de production :  Allemagne de l'Est
- Langue de tournage : allemand
- Format : Couleur (ORWO-Color) - 1,66:1 - Son mono - 35 mm
- Genre : Western
- Durée : 100 minutes
- Date de sortie :	
  - Allemagne de l'Est : 15 décembre 1974

## Distribution
- Dean Reed : Kit Bellew
- Rolf Hoppe : Shorty
- Renate Blume : Joy Gastell
- Siegfried Kilian : Louis Gastell
- Manfred Krug : Bill Murchinson, dit « Wild Wasser »
- Monika Woytowicz : Lucille Arral
- Armin Mueller-Stahl : Slavovitz
- Hans Lucke : Colonel Bowie
- Christoph Beyertt : Le maire
- Hannjo Hasse : Capitaine Consadine
- Gerry Wolff : Shunk Wilson
- Willi Schrade : Grande taille
- Edgar Külow : O'Hara
- Fred Ludwig : Orpailleur
- Ralph J. Boettner : Big Burke